# Спенсер Лок
Спенсер Лок (англ. Spencer Locke; нар. 20 вересня 1991, Вінтер-Парк, Флорида, США) — американська акторка. Відома своїми ролями Кайлі у телесеріалі «Звабливі та вільні», Дженні Беннет у фільмі «Будинок-монстр», Іона «Покарання», Кей-Март у фільмах «Оселя зла: Вимирання», «Оселя зла: Потойбічне життя» та Мелісса Раньеєр у фільмі «Астрал: Останній ключ».

## Біографія
Уродженка Вінтер-Парку, штат Флорида, Лок відвідувала школу іміджу, моделі та акторської майстерності Лізи Мейл у цьому місті.

## Кар'єра
До повторної ролі Кандіди Кігел у телесеріалі «Філ з майбутнього» у 2005 році, Лок гралп роль Бітсі Джонсон у першому сезоні серіалу Nickelodeon «Розсекречений посібник із виживання в школі Неда. Лок також зіграв роль Бренді Кейс у другому епізоді серіалу «Без сліду», Кайлу в епізоді четвертого сезону «Це ворон» і Дженні Беннет в анімаційному фільмі «Будинок-монстр». Вона з’явилася в ролі Кей-Март у фільмі «Оселя зла: Вимирання». Лок повторила свою роль Кей-Март у фільмі «Оселя зла: Потойбічне життя» у 2010 році та з’явилася як Ембер Бредлі в епізоді «Щоденників вампіра». Локк грав роль Кайлі в прайм-тайм -комедії «Звабливі та вільні», дівчини, з якою Тревіс Кобб втратив цноту. Вона регулярно з'являлася в першому сезоні і ненадовго в другому. На екрані пара розлучилася, коли Тревіс переїхав до коледжу, а Кайлі ще навчалася в середній школі. Востаннє Лок з’явилася в ролі Кайлі в короткій сцені другого сезону, коли Тревіс представляє сім’ї свою нову дівчину Кірстен (Колетт Вулф).

## Особисте життя
Лок вийшла заміж за Кріса Мейсона в 2017 році. У них народилася дочка на ім'я Монро в липні 2020 року, а син — у листопаді 2022 року.

## Фільмографія
| Рік       |    | Українська назва                                    | Оригінальна назва                        | Роль              |
| --------- | -- | --------------------------------------------------- | ---------------------------------------- | ----------------- |
| 2004      | с  | Без сліду                                           | Without a Trace                          | Бенді Кейс        |
| 2004      | ф  | Іспанська англійська                                | Spanglish                                | Подруга           |
| 2005      | с  | Посібник із розсекреченого шкільного виживання Неда | Ned's Declassified School Survival Guide | Бітсі Джонсон     |
| 2005      | с  | Філ з майбутнього                                   | Phil of the Future                       | Кандіда Кігел     |
| 2006      | ф  | Будинок-монстр                                      | Monster House                            | Дженні Беннет     |
| 2006      | с  | Це так Ворон                                        | That's So Raven                          | Кайла             |
| 2007      | ф  | Оселя зла: Вимирання                                | Resident Evil: Extinction                | Кей-Март          |
| 2009      | с  | Мертва справа                                       | Cold Case                                | Сара Блейк        |
| 2009—2010 | с  | Вперед - до успіху                                  | Big Time Rush                            | Дженніфер         |
| 2009—2010 | с  | Звабливі та вільні                                  | Cougar Town                              | Кайлі             |
| 2010      | с  | 26 миль                                             | Twentysixmiles                           | Саллі Буміш       |
| 2010      | с  | Щоденники вампіра                                   | The Vampire Diaries                      | Ембер Бредлі      |
| 2010      | ф  | Оселя зла: Потойбічне життя                         | Resident Evil: Afterlife                 | Кей-Март          |
| 2010      | с  | На виду                                             | In Plain Sight                           | Сабріна Андерсон  |
| 2011      | кф | Капітан Фін                                         | Captain Fin                              | Ханна Гунер       |
| 2011      | ф  | Покарання                                           | Detention                                | Йона              |
| 2011      | с  | Любовні укуси                                       | Love Bites                               | Крісті Гейс       |
| 2011      | тф | Обручка                                             | The Bling Ring                           | Медді Бішоп       |
| 2012      | с  | C.S.I.: Місце злочину Маямі                         | CSI: Miami                               | Джессіка Ваєт     |
| 2012      | ф  | Анатомія припливу                                   | Anatomy of the Tide                      | Бріджетт Гарріман |
| 2012      | ф  | Караоке Людина                                      | Karaoke Man                              | Пейдж             |
| 2012      | с  | NCIS: Полювання на вбивць                           | NCIS                                     | Ембер Бенкс       |
| 2013      | ф  | Усі американські різдвяні пісні                     | All American Christmas Carol             | Привид            |
| 2013      | ф  | Тарзан                                              | Tarzan                                   | Джейн Портер      |
| 2013      | с  | Культ                                               | Cult                                     | Керрі Мендельвіль |
| 2013      | с  | Два з половиною чоловіки                            | Two and a Half Men                       | Джилл             |
| 2014      | ф  | П’ята година приходить рано                         | Five O'Clock Comes Early                 | Люсі              |
| 2015      | ф  | Наземна міна клацає                                 | Landmine Goes Click                      | Алісія            |
| 2015      | с  | Гаваї 5.0                                           | Hawaii Five-0                            | Одрі Гарпер       |
| 2015      | ф  | Чорна книга няні                                    | Babysitter's Black Book                  | Ешлі              |
| 2016      | с  | C.S.I.: Кіберпростір                                | CSI: Cyber                               | Меддісон Брукс    |
| 2017      | ф  | Весільний навчальний табір                          | Bridal Boot Camp                         | Енді Філліпс      |
| 2018      | ф  | Астрал: Останній ключ                               | Insidious: The Last Key                  | Мелісса Раньеєр   |
| 2018      | ф  | Останнє бажання                                     | The Final Wish                           | Лінетт            |
| 2019      | ф  | Прогулянка. Їздить. Родео.                          | Walk. Ride. Rodeo.                       | Емберлі Снайдер   |
| 2023      | ф  | Серед вовків                                        | Among Wolves                             | Кара              |